# Колицко
Колицко (на македонска литературна норма: Колицко; на албански: Kolicko) е село в Северна Македония, в община Куманово.

## География
Селото е разположено в областта Овче поле в източното подножие на Градищанската планина. Селото е от купен тип, разположено на надморска височина около 500 m. Селата, с които граничи Колицко са Дълга, Габреш, Павлешенци.

## История
Селото е включено в дарствената грамота от 1381 година на деспот Константин Драгаш и майка му Евдокия в полза на Хилендарския манастир като част от имотите на родовата църква в Архилевица, близо до днешното село Белановце в Скопска Черна гора.
В края на XIX век Колицко е малко българско село в Кумановска каза на Османската империя. Църквата „Свети Никола“ е от 1872 година. Според статистиката на Васил Кънчов („Македония. Етнография и статистика“) от 1900 година Колицко е село, населявано от 145 жители българи християни.
Цялото население на селото е под върховенството на Българската екзархия. По данни на секретаря на екзархията Димитър Мишев („La Macédoine et sa Population Chrétienne“) в 1905 година в Колицко има 200 българи екзархисти.
В 1910 година селото пострадва при обезоръжителната акция.
При избухването на Балканската война 9 души от Колицко са доброволци в Македоно-одринското опълчение.
Според преброяването от 2002 година селото има 86 жители.
| Националност     | Всичко |
| северномакедонци | 83     |
| албанци          | 0      |
| турци            | 0      |
| роми             | 0      |
| власи            | 0      |
| сърби            | 3      |
| бошняци          | 0      |
| други            | 0      |

## Личности
Родени в Колицко
- Коле Серафимов Алексов, македоно-одрински опълченец, 3 рота на 2 скопска дружина[8]
- Стойко Алексов, български революционер от ВМОРО, четник на Кръстю Лазаров[9]
- Стойче Добрев, деец на ВМОРО, по-късно ренегат, сръбски четнически войвода
- Тодор Димков (1879 – 1927), български революционер